# Волошина Лариса Костянтинівна
Лари́са Костянти́нівна Воло́шина (12 (25) квітня 1906, Лютенька — 5 квітня 1975, Харків) — українська радянська письменниця, поетеса, журналістка, член СПУ (1969).

## Біографічні дані
Народилася 12 (25) квітня 1906 року в селі Лютенька Полтавської області в родині вчителів.
У 1925 році закінчила Кременчуцький педагогічний технікум, навчалася у Бердянському учительскому інституті та Одеському педагогічному інституті. Працювала вчителем. З 1934 року також — журналістка. Після повернення з евакуації працювала в редакції газети «Большевистское знамя» та «Чорноморська комуна» (з 1945 по 1951).
Померла 5 квітня 1975 року в Харкові.

## Творча робота
Перші твори друкували у 1927 році. Перша збірка нарисів і оповідань — «Світлі обрії» (О., 1950). У творах переважає громадянська, пейзажна, інтимна лірика, яка відзначається емоційністю, гармонійністю форми й змісту, зверненням до морально-етичних проблем суспільства.
Авторка поетичних збірок: 
- «Над Дніпром» (Х., 1960),
- «Райдуга» (К., 1964),
- «Зорі вечірні» (Х., 1966),
- «Щедрість» (Х., 1968),
- «Ластівки відлетіли» (Х., 1972),
- «Синє озеро неба» (Х., 1975).

Посмертно опубліковані «Твори: Поезії, оповідання» (К., 1986).